# Tommaso Diplovatazio
Tommaso Diplovatazio, o Diplovataccio (Corfù, 25 marzo 1468 – Pesaro, 29 settembre 1541), è stato un giurista bizantino.

## Biografia
La sua famiglia, facente parte della nobiltà greca, si trasferì da Corfù a Napoli dopo la caduta di Costantinopoli. Dopo gli studi a Napoli, in cui sposò Maria Laskaris, a Padova e a Ferrara, fu avvocato fiscale a Pesaro dal 1492 al 1507. Grazie ad un'enorme ricchezza, ottenuta nel 1494 dal matrimonio della figlia di un commerciante, gli fu permesso di ridurre il suo lavoro di giureconsulto e di concentrarsi su attività intellettuali. Dal 1504 al 1508 compilò il Chronicon Pisauri, una raccolta di note su fonti legali, andato perduto. Nel 1511 terminò il Tractatus de praestantia doctorum, un trattato biografico sui giuristi più influenti dell'antichità e del Medioevo, parimenti perduto a parte il libro nono, dedicato alle biografie di oltre cinquecento giuristi dall'epoca romana a quella a lui contemporanea.
Nel 1517, Diplovatazio si trasferì a Venezia, dove, come editore di nota, curò il De regulis iuris di Dinus de Rossonis, la Commentaria di de Tartagnis, le opere di Bartolo ed altri lavori giuridici. A nome della città, compilò due storie di Venezia. Deluso per il loro scarso successo, ritornò a Pesaro, dove trascorse i suoi ultimi anni come membro influente del Senato della città.